# アルバート・ウォルスキー
アルバート・ウォルスキー（Albert Wolsky, 1930年11月24日 - ）は、アメリカ合衆国の映画衣裳デザイナーである。

## 経歴
フランス・パリ出身。ニューヨーク市立大学シティカレッジ (CCNY) 卒業。大学卒業後、最初は旅行関連の仕事に就いていたが、30歳でデザイナーを志し、ブロードウェイの舞台衣裳デザイナーのアシスタントとなる。その後映画衣裳も手がけるようになり、ポール・マザースキー作品の常連となる。ボブ・フォッシーの『オール・ザット・ジャズ』以前に、『グリース』、『マンハッタン』などの映画で既に成功を得た。アカデミー衣裳デザイン賞を受賞。
1991年の『バグジー』で2度目のアカデミー衣裳デザイン賞を受賞。
2007年には、ジュリー・テイモアのビートルズ・ミュージカル『アクロス・ザ・ユニバース』を手がける。
現在、映画芸術科学アカデミーの理事会代表メンバーの一人である。

## 主な作品
- 愛すれど心さびしく The Heart Is a Lonely Hunter (1968)
- 生き残るヤツ Born to Win (1971)
- ハリーとトント Harry and Tonto (1974)
- 熱い賭け The Gambler (1974)
- 愛と喝采の日々 The Turning Point (1977)
- 結婚しない女 An Unmarried Woman (1978)
- グリース Grease (1978)
- 年上の女 Moment by Moment (1978)
- マンハッタン Manhattan (1979)
- オール・ザット・ジャズ All That Jazz (1979)
- ジャズ・シンガー The Jazz Singer (1980)
- テンペスト  Tempest (1982)
- ソフィーの選択 Sophie's Choice (1982)
- メル・ブルックスの大脱走 To Be or Not to Be (1983)
- ハドソン河のモスコー Moscow on the Hudson (1984)
- コードネームはファルコン The Falcon and the Snowman (1985)
- ビバリーヒルズ・バム Down and Out in Beverly Hills (1986)
- パラドールにかかる月 Moon Over Parador (1988)
- シーデビル She-Devil (1989)
- 敵、ある愛の物語 Enemies: A Love Story (1989)
- バグジー Bugsy (1991)
- トイズ Toys (1992)
- 危険な情事 Fatal Instinct (1993)
- ペリカン文書 The Pelican Brief (1993)
- グラスハープ/草の竪琴 The Grass Harp (1995)
- 素顔のままで Striptease (1996)
- 北京のふたり Red Corner (1997)
- ジャッカル The Jackal (1997)
- ユー・ガット・メール You've Got Mail (1998)
- プリティ・ブライド Runaway Bride (1999)
- ギャラクシー・クエスト Galaxy Quest (1999)
- ロード・トゥ・パーディション Road to Perdition (2002)
- メイド・イン・マンハッタン Maid in Manhattan (2002)
- クライシス・オブ・アメリカ The Manchurian Candidate (2004)
- ジャーヘッド Jarhead (2005)
- アクロス・ザ・ユニバース Across the Universe (2007)
- チャーリー・ウィルソンズ・ウォー Charlie Wilson's War (2007)
- デュプリシティ 〜スパイは、スパイに嘘をつく〜 Duplicity (2009)